# Candonini
 (décembre 2023).
Si vous disposez d'ouvrages ou d'articles de référence ou si vous connaissez des sites web de qualité traitant du thème abordé ici, merci de compléter l'article en donnant les références utiles à sa vérifiabilité et en les liant à la section « Notes et références ».
Tribu
Les Candonini sont une tribu de crustacés de la classe des ostracodes, de la sous-classe des Podocopa, de l'ordre des Podocopida, du sous-ordre des Cypridocopina, de la super-famille des Cypridoidea, de la famille des Candonidae et de la sous-famille des Candoninae.

## Liste des genres
- Candona Baird, 1845
- Cryptocandona Kaufmann, 1900